# Zeggeporiebultje
Het zeggeporiebultje  (Didymella proximella) is een schimmel behorend tot de Didymellaceae. Hij leeft in rietlanden en bij oevervegetatie. Deze biotrofe parasiet zit op bladeren van de zegge (Carex).

## Verspreiding
In Nederland komt het zeggeporiebultje zeer zeldzaam voor.